# Вилендра (национални парк)
Вилендра је национални парк у Новом Јужном Велсу, Аустралија. Простире се на 193,86 km². Налази се између 33°14′07″ ЈГШ, 144°56′19″ ИГД. Парк је основан 26. маја 1972, и налази се под управом Националних паркова Новог Јужног Велса.